# 斯坦 (塞纳-圣但尼省)
斯坦（法語：Stains，法語：[stɛ̃] ⓘ），法国中北部城市，法兰西岛大区塞纳-圣但尼省的一个市镇，隶属于圣但尼区，其市镇面积为5.39平方公里，2022年1月1日时人口数量为40,600人，在法国城市中排名第199位。
斯坦位于塞纳-圣但尼省北部，北侧与瓦兹河谷省接壤。斯坦是大巴黎都会区的组成部分，距离巴黎市中心约8公里，自20世纪初起人口快速扩张，现为巴黎北郊的重要居民区。

## 地名来源
“斯坦”一名来源于拉丁语，意为“湖沼”，可能与这一地区历史上的自然环境有关。

## 历史

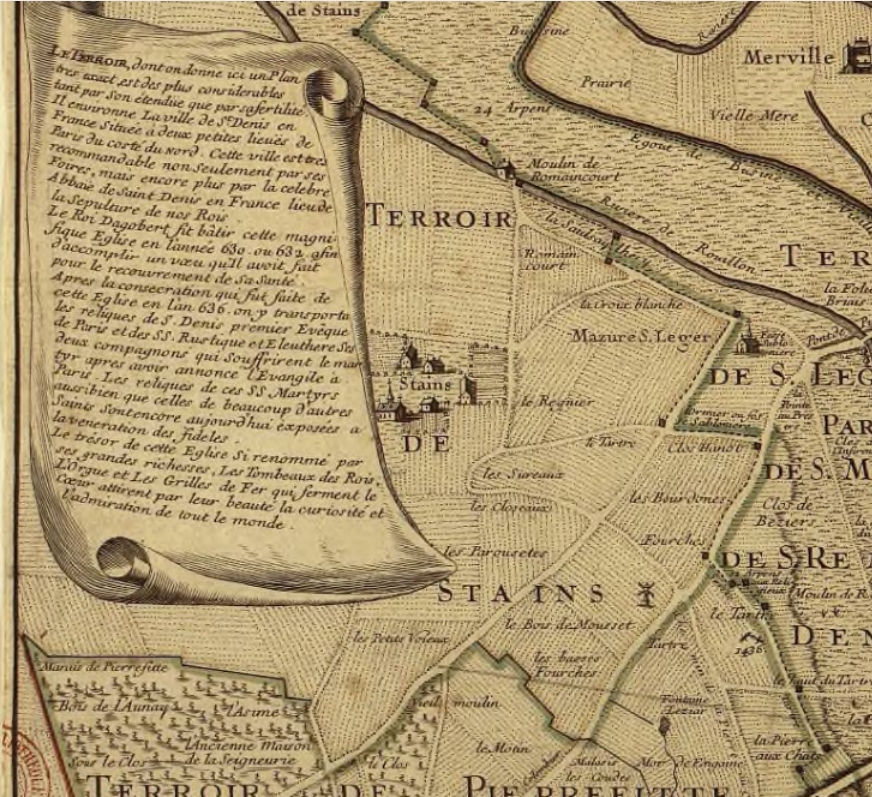
18世纪初的斯坦地图

斯坦的早期历史尚不清楚。根据当地官方网站的论述，斯坦最初于公元1213年被记录于圣但尼圣殿的一份手记中，彼时圣但尼为一处独立的堂区。17世纪后，斯坦被并入圣莱热堂区（paroisse Saint-Léger）。彼时，斯坦为一个以农业生产为主的村落，当地曾出现一处有可容纳三千只羊的大型农场。18世纪末，斯坦出现了多处葡萄酒种植园。工业革命后，随着巴黎北部工业区的发展，斯坦逐渐成为了巴黎北郊重要的工业区和工人居住区，当地的葡萄种植园以及大部分农业土地被城市及工业建筑占据。20世纪20年代，斯坦人口数量的急剧上升，其市中心建成了房屋与绿地混合分布的田园城市。第二次世界大战期间，斯坦的124名抵抗运动人士被纳粹德军杀害。二战后，斯坦郊区兴建了近六千处集中式的居民区。
在地方行政区划方面，法国大革命后，斯坦成为巴黎省（1801年改为“塞纳省”）的一个市镇。在1803至2014年间，斯坦是同名县的县治。1968年，斯坦所属的塞纳省被撤销，斯坦被划入新成立的塞纳-圣但尼省。2015年，根据法国县级行政区划方案，斯坦县整体划入圣但尼第二县当中，且仅保留省级选举功能。2016年1月1日，斯坦成为平原市镇地域公共社区以及大巴黎都会区的一部分。

## 地理

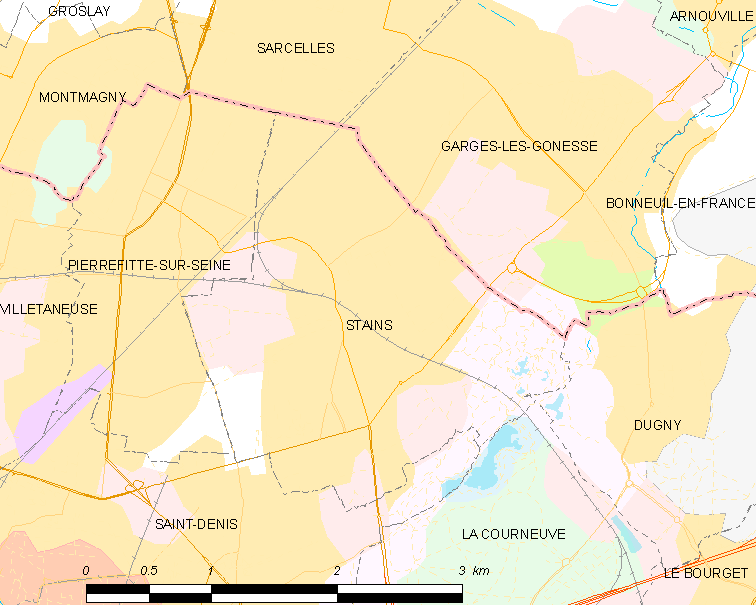
斯坦市镇范围地图

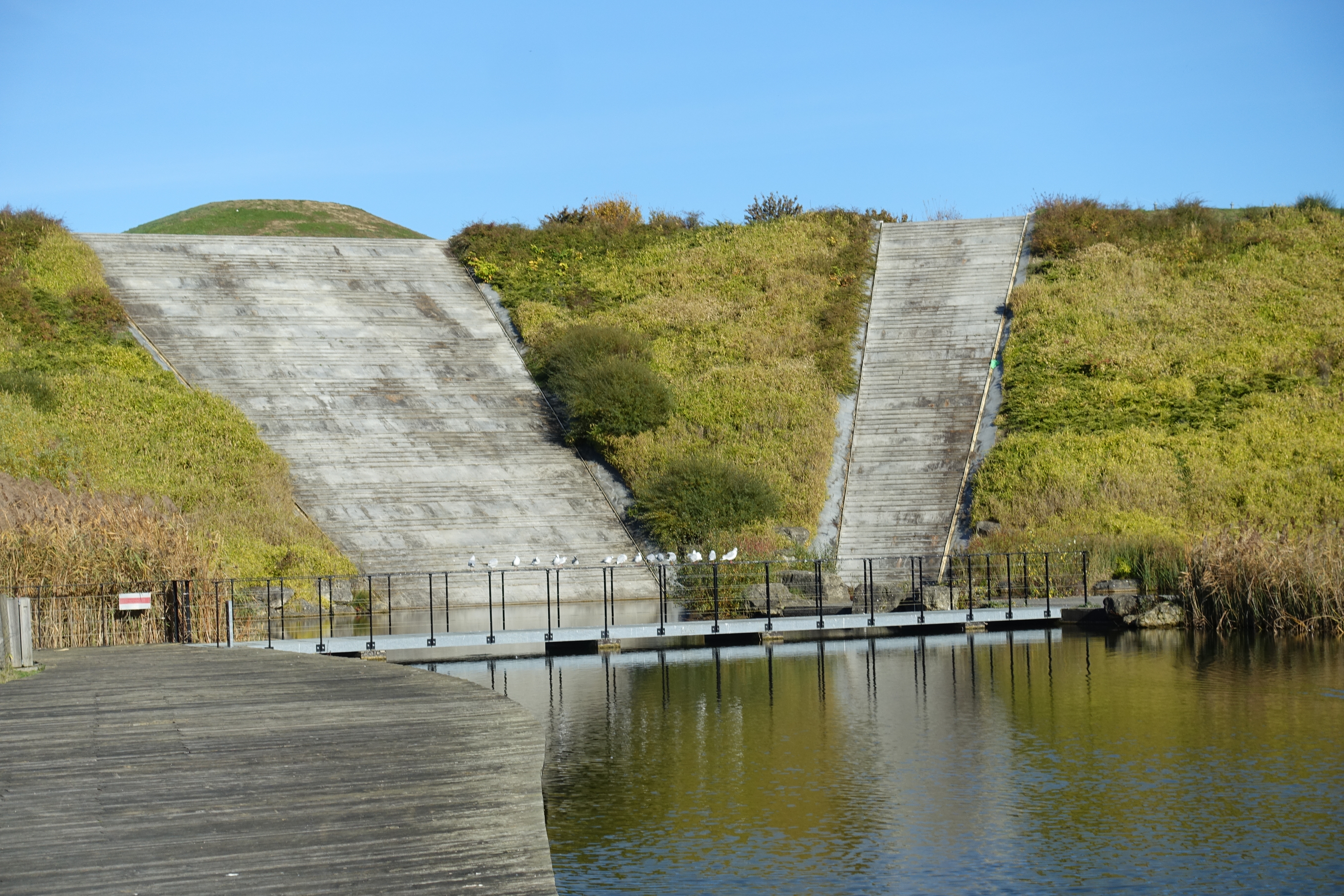
乔治·瓦尔邦公园一角

斯坦位于法国北部，法兰西岛大区中北部和塞纳-圣但尼省的北部偏西，距离省会博比尼大约8公里。与斯坦接壤的市镇包括：萨塞勒、拉库尔讷沃、迪尼、加尔日莱戈内斯、圣但尼。

### 地形
斯坦位于法国巴黎盆地腹地，境内以为平原为主，市镇中心地势较为平坦，东南部略有起伏，全境海拔在21到61米之间，平均海拔约46米。

### 地质
斯坦附近地表主要以淤泥（法語：marne）为主，核心区域的地表大多被人工建筑物覆盖。

### 水文
斯坦位于塞纳河流域范围内，其境内无大型地表径流。

### 植被
斯坦属于温带阔叶混交林区，常见自然植被以落叶乔木、木本植物为主。斯坦市区东南为乔治·瓦尔邦省级公园（Parc Départemental de Georges Valbon）的一部分，后者横跨多个市镇，是塞纳-圣但尼省境内重要的城市绿地公园，常年免费向公众开放。
在鲜花城市的评比中，斯坦被评为3星级鲜花城市。

### 气候
斯坦在柯本气候分类法中属于温带海洋性气候，夏季温和，冬季偏冷，偶有极端天气出现。因地处人口稠密的法兰西岛大区腹地，城市热岛效应明显，冬季偶有空气污染。
距离斯坦最近的常年气象站位于勒布尔歇境内，该气象站位于斯坦东南方向大约2公里，以下为该气象站的数据。
| 勒布尔歇 1981年－2019年 | 勒布尔歇 1981年－2019年 | 勒布尔歇 1981年－2019年 | 勒布尔歇 1981年－2019年 | 勒布尔歇 1981年－2019年 | 勒布尔歇 1981年－2019年 | 勒布尔歇 1981年－2019年 | 勒布尔歇 1981年－2019年 | 勒布尔歇 1981年－2019年 | 勒布尔歇 1981年－2019年 | 勒布尔歇 1981年－2019年 | 勒布尔歇 1981年－2019年 | 勒布尔歇 1981年－2019年 | 勒布尔歇 1981年－2019年 |
| 月份                    | 1月                     | 2月                     | 3月                     | 4月                     | 5月                     | 6月                     | 7月                     | 8月                     | 9月                     | 10月                    | 11月                    | 12月                    | 全年                    |
| ----------------------- | ----------------------- | ----------------------- | ----------------------- | ----------------------- | ----------------------- | ----------------------- | ----------------------- | ----------------------- | ----------------------- | ----------------------- | ----------------------- | ----------------------- | ----------------------- |
| 历史最高温 °C（°F）     | 16.1 (61.0)             | 20.8 (69.4)             | 24.7 (76.5)             | 31.9 (89.4)             | 35 (95)                 | 36.9 (98.4)             | 42.1 (107.8)            | 40.2 (104.4)            | 35 (95)                 | 29.4 (84.9)             | 21.3 (70.3)             | 17.2 (63.0)             | 42.1 (107.8)            |
| 平均高温 °C（°F）       | 7 (45)                  | 8.2 (46.8)              | 12 (54)                 | 15.3 (59.5)             | 19.2 (66.6)             | 22.4 (72.3)             | 25.1 (77.2)             | 25 (77)                 | 21.1 (70.0)             | 16.3 (61.3)             | 10.7 (51.3)             | 7.4 (45.3)              | 15.8 (60.4)             |
| 日均气温 °C（°F）       | 4.3 (39.7)              | 4.9 (40.8)              | 7.9 (46.2)              | 10.5 (50.9)             | 14.3 (57.7)             | 17.3 (63.1)             | 19.6 (67.3)             | 19.4 (66.9)             | 16.1 (61.0)             | 12.3 (54.1)             | 7.6 (45.7)              | 4.9 (40.8)              | 11.6 (52.9)             |
| 平均低温 °C（°F）       | 1.7 (35.1)              | 1.6 (34.9)              | 3.9 (39.0)              | 5.7 (42.3)              | 9.4 (48.9)              | 12.2 (54.0)             | 14.2 (57.6)             | 13.9 (57.0)             | 11.1 (52.0)             | 8.3 (46.9)              | 4.5 (40.1)              | 2.3 (36.1)              | 7.4 (45.3)              |
| 历史最低温 °C（°F）     | −18.2 (−0.8)            | −16.8 (1.8)             | −9.6 (14.7)             | −3.7 (25.3)             | −1.6 (29.1)             | 0.9 (33.6)              | 3.5 (38.3)              | 1.9 (35.4)              | 0.1 (32.2)              | −5.6 (21.9)             | −9.5 (14.9)             | −15.1 (4.8)             | −18.2 (−0.8)            |
| 平均降水量 mm（）       | 49.6 (1.95)             | 42 (1.7)                | 50.2 (1.98)             | 49.8 (1.96)             | 61.1 (2.41)             | 55 (2.2)                | 59.2 (2.33)             | 49 (1.9)                | 49.3 (1.94)             | 64.8 (2.55)             | 50.9 (2.00)             | 59.8 (2.35)             | 640.7 (25.22)           |
| 月均日照時數            | 62                      | 75.1                    | 125                     | 165.8                   | 193.3                   | 206.9                   | 215.7                   | 206.2                   | 160.2                   | 111.2                   | 65.1                    | 50.8                    | 1,637.3                 |
| 来源：infoclimat.fr     |                         |                         |                         |                         |                         |                         |                         |                         |                         |                         |                         |                         |                         |

## 行政区划
斯坦的市镇编号为93072，邮政编号为93240。
在行政管理方面，斯坦隶属于法国法兰西岛大区塞纳-圣但尼省圣但尼区；在地方选举方面，斯坦隶属于圣但尼第二县，其市镇范围全境被划入塞纳-圣但尼省第四选区；在社会管理方面，斯坦是平原土地市镇公共土地管理局以及大巴黎都会区的组成部分。
斯坦市镇被划为四个街区，并实行街区自治制度。斯坦的圣拉扎尔围-阿朗德（Clos Saint Lazare - Allende）街区为城市敏感街区；扩充中心（Centre Elargi）、市中心-沙特奈-摩洛哥-诗人（Centre Ville - Chatenay - Maroc - Poètes）和弗洛雷阿勒-索赛-阿朗德（Floréal Saussaie Allende）三个街区则为城市政策优先街区。
法国国家统计与经济研究所（简称）在进行数据统计时，将斯坦及相邻的另外428个市镇设为巴黎城市核心区（2020年扩充至431个），并将包括核心区在内的周边共1,794个市镇划为巴黎城市区。自2020年起，巴黎城市区被包含1,949个市镇的巴黎城市辐射区代替。此外，还将斯坦市镇分为了16个“块区”（IRIS），以便于统计人口分布情况。

## 交通

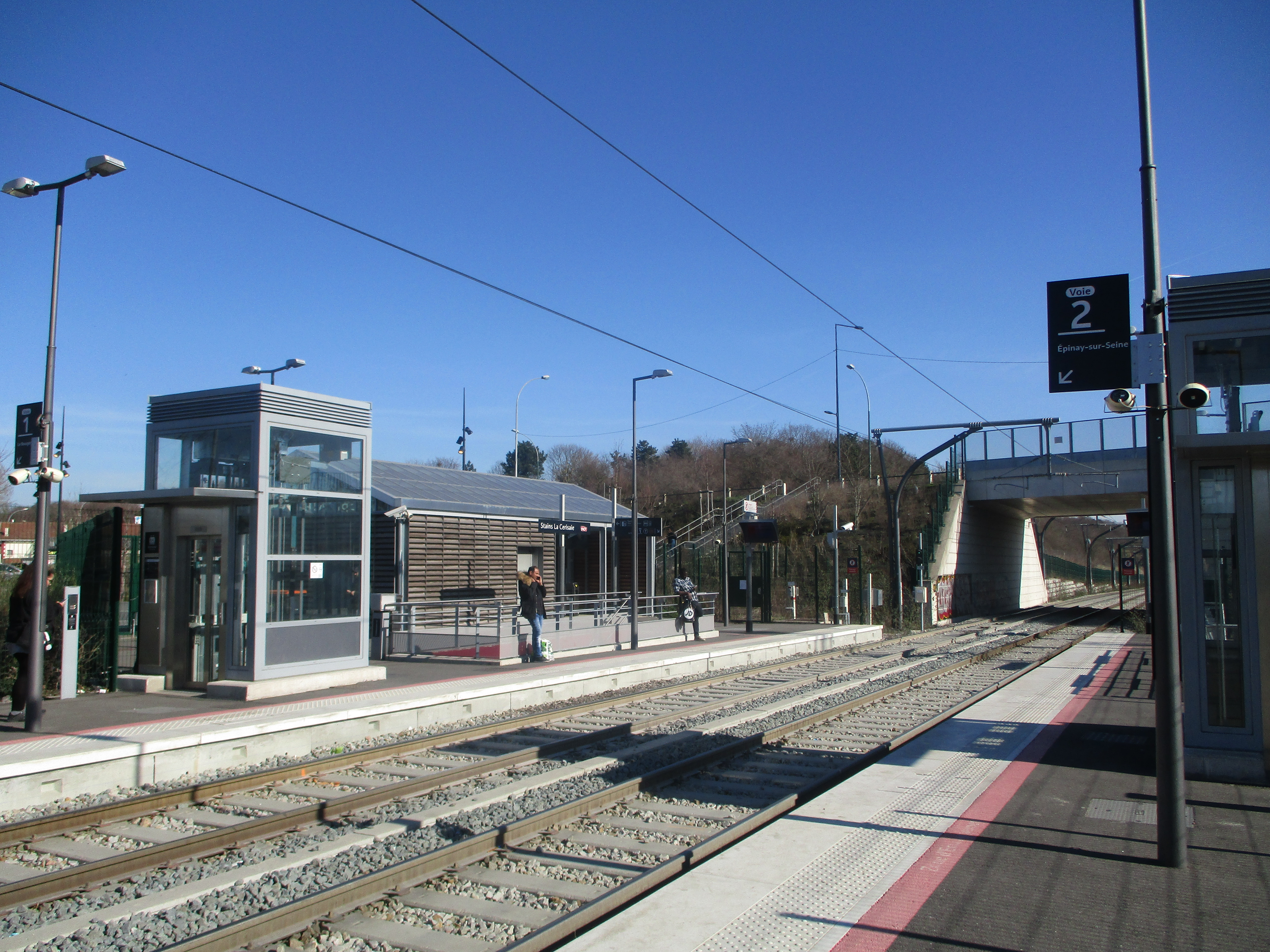
斯坦樱桃园有轨电车站

### 公路
法国国道N301线经过斯坦境内，现已成为市区道路。此外塞纳-圣但尼省省道D26线、D28线和D29线经过境内。
2019年，54.7%的斯坦家庭拥有至少一辆私人汽车。2019年，斯坦境内共发生各类交通事故46起，造成52人受伤，其中3人重伤。
|  | 9 |

| 9 | 14 |

| 博比尼 | 9 |

| 欧贝维利耶 | 5 |

| 圣但尼 | 4 |

| 加尔日莱戈内斯 | 3 |

| 萨塞勒 | 6 |

| 德伊-拉巴尔 | 6 |

### 铁路
斯坦位于巴黎大环线铁路上。斯坦樱桃园站位于市区东北部，停靠法兰西岛快速有轨电车11号线。
此外，虽然巴黎－里尔铁路没有直接经过斯坦境内，但其附近的车站则带有“斯坦”一名。

### 航空
距离斯坦最近的民用航空站为巴黎戴高乐机场，距离斯坦市中心的公路里程约15公里。

### 城市公共交通
法兰西岛快速有轨电车11号线和巴黎公交150路、153路、250路、252路、253路、255路、270路、356路，法兰西岛之信公交11路以及法兰西岛夜班车N43线经过斯坦境内。
| 途经斯坦境内的主要公共交通线路 |                          | |
| 类型                           | 运营商                   | 线路 |
| 有轨电车                       | RATP                     | ：塞纳河畔埃皮奈站 ↔ 埃皮奈-维勒塔讷斯站 ↔ 维勒塔讷斯大学站 ↔ 皮埃尔菲特-斯坦站 ↔ 斯坦樱桃园站 ↔ 迪尼-拉库尔讷沃站 ↔ 勒布尔热站 |
| 公共汽车                       | RATP                     | 150：拉维莱特门 ↔ 欧贝维利耶-庞坦-四路 ↔ 欧贝维利耶城塞 ↔ 西岱街 ↔ 欧贝维利耶市政府 ↔ 快铁拉库尔讷沃-欧贝维利耶站 ↔ 拉库尔讷沃六道口 ↔ 白色十字架 ↔ 拉格罗布 ↔ 斯坦市政府 ↔ 莱帕鲁泽 ↔ 让·饶勒斯-白里安 ↔ 快铁皮埃尔菲特-斯坦站 153：小教堂门 ↔ 平原教堂 ↔ 苏瓦松桥 ↔ 快铁平原-法兰西体育场站 ↔ 运河桥 ↔ 圣但尼巴黎门 ↔ 圣但尼圣殿 ↔ 圣但尼公墓 ↔ 马尔维尔 ↔ 花城 ↔ 白色十字架 ↔ 蒙穆索·勒内勒 ↔ 三河 ↔ 新磨坊 250：欧贝维利耶城塞 ↔ 巴尔扎克 ↔ 达尼埃尔·卡萨诺瓦-路易·布朗 ↔ 白桥小街 ↔ 快铁拉库尔讷沃-欧贝维利耶站 ↔ 拉库尔讷沃六道口 ↔ 白色十字架 ↔ 勒格罗布 ↔ 路易·博尔德 ↔ 斯坦樱桃园站 ↔ 加日莱戈内斯锡皮埃尔枫丹工业园 252：小教堂门 ↔ 白色十字架 ↔ 拉格罗布 ↔ 斯坦市政府 ↔ 莱帕鲁泽 ↔ 莱奥·拉格朗日 ↔ 戴高乐-密特朗 ↔ 加尔日-萨塞勒火车站 253：快铁拉库尔讷沃-欧贝维利耶站 ↔ 叙热高级中学 ↔ 荣誉军团公园 ↔ 医院 ↔ 圣但尼巴黎门 ↔ 圣但尼圣殿 ↔ 圣但尼公墓 ↔ 马尔维尔 ↔ 花城 ↔ 圣但尼大学 ↔ 万圣-开斋 ↔ 夏尔·佩吉 ↔ 斯坦市政厅 ↔ 斯坦玫瑰园站 ↔ 新磨坊 255：克里尼昂库尔门 ↔ 朗迪·奥尔纳诺 ↔ 普莱耶尔十字路 ↔ 运河桥 ↔ 圣但尼巴黎门 ↔ 皮埃尔·德热泰尔 ↔ 圣但尼集市 ↔ 朗日万城 ↔ 圣但尼大学 ↔ 阿诺围 ↔ 保罗·瓦扬-库蒂里耶 ↔ 勒格布罗 ↔ 弗朗索瓦·贝格 ↔ 斯坦市政厅 ↔ 莱帕鲁泽 ↔ 卢泰西亚环岛 270：斯坦樱桃园站 ↔ 加亚尔 ↔ 加尔日莱戈内斯 ↔ 加尔日-萨塞勒火车站 ↔ 快铁维利耶勒贝勒站 356：莫尔特枫丹集市 ↔ 巴尔桥 ↔ 埃皮奈-维勒塔讷斯站 ↔ 凯撒 ↔ 德洛讷-美丽城 ↔ 罗歇·塞马 ↔ 圣但尼大学 ↔ 阿诺围 ↔ 花城 |
| 公共汽车                       | CIF 法兰西岛之信公交路网 | 11：圣但尼集市 ↔ 朗日万城 ↔ 圣但尼大学 ↔ 阿诺围 ↔ 保罗·瓦扬-库蒂里耶 ↔ 勒格布罗 ↔ 路易·博尔德 ↔ 斯坦樱桃园站 ↔ 斯大林格勒大街215号 ↔ 比阿尔十字架 ↔ 古桑维尔-维克多·巴什工业园 |
| 公共汽车                       | (N)                      | N43：巴黎东站 ↔ 小教堂门站 ↔ 欧贝维利耶市政府站 ↔ 拉库尔讷沃-欧贝维利耶站 ↔ 拉库尔讷沃六道口 ↔ 斯坦市政厅 ↔ 加日-萨塞勒站 ↔ 埃皮奈-维勒塔讷斯站 ↔ 保罗·瓦莱里 ↔ 萨塞勒-圣布里斯站 |
| 1.                             |                          | |

## 政治

### 市政内阁

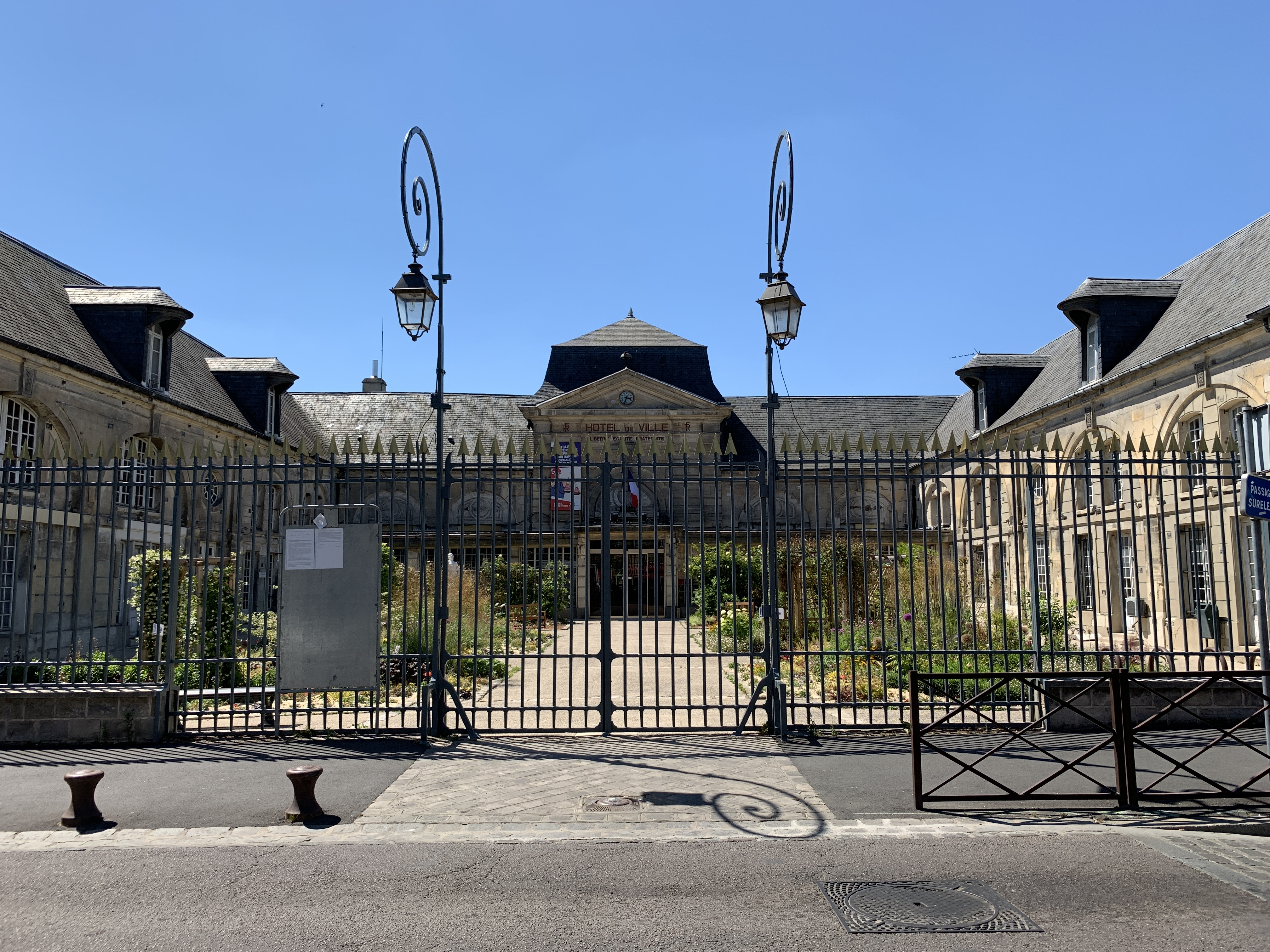
斯坦市政厅

斯坦的现任市长为阿泽丁·塔伊比先生，他是法国共产党的一名成员，在2020年的市政选举中获得了57.88%的支持率。
斯坦作为一座工人阶级为主的城市，自二战以来历届市长均为左翼的法国共产党。
| 斯坦历届市长   | 斯坦历届市长                  | 斯坦历届市长  |
| 任期           | 市长                          | 党派          |
| -------------- | ----------------------------- | ------------- |
| 1944年－1977年 | Louis BORDES 路易·博尔德      | PCF法国共产党 |
| 1977年－1996年 | Louis PIERNA 路易·彼尔纳      | PCF法国共产党 |
| 1996年－2014年 | Michel BEAUMALE 米歇尔·博马勒 | PCF法国共产党 |
| 2014年－       | MAzzédine TAÏBI 阿泽丁·塔伊比 | PCF法国共产党 |

此外，自2010年起，斯坦政府建立了儿童市委会，旨在培养这一地区青少年儿童对城市日常事务的参与。

### 各级选举
| 斯坦历届投票选举结果 | 斯坦历届投票选举结果  | 斯坦历届投票选举结果 | 斯坦历届投票选举结果 | 斯坦历届投票选举结果            | 斯坦历届投票选举结果 | 斯坦历届投票选举结果 | 斯坦历届投票选举结果            | 斯坦历届投票选举结果 | 斯坦历届投票选举结果 |
| 选举项目             | 选举范围              | 选区单位             | 选区单位内的选举结果 | 选区单位内的选举结果            | 选区单位内的选举结果 | 选区单位内的选举结果 | 选区单位内的选举结果            | 选区单位内的选举结果 | 参考资料             |
| 选举项目             | 选举范围              | 选区单位             | 第一轮胜出者         | 第一轮胜出者                    | 支持率               | 第二轮胜出者         | 第二轮胜出者                    | 支持率               | 参考资料             |
| -------------------- | --------------------- | -------------------- | -------------------- | ------------------------------- | -------------------- | -------------------- | ------------------------------- | -------------------- | -------------------- |
| 2017年法國總統選舉   | 法國                  | 市镇                 |                      | 让-吕克·梅朗雄                  | 41.23%               |                      | 埃马纽埃尔·马克龙               | 78.46%               | [ 23 ]               |
| 2017年法国立法选举   | 塞纳-圣但尼省第四选区 | 市镇                 |                      | 玛丽-乔治·比费                  | 37.27%               |                      | 玛丽-乔治·比费                  | 57.8%                | [ 23 ]               |
| 2019年欧洲议会选举   | 法國                  | 市镇                 |                      | 若尔当·巴尔代拉                 | 18.97%               | （不适用）           | （不适用）                      | （不适用）           | [ 25 ]               |
| 2021年法国省级选举   | 塞纳-圣但尼省         | 圣但尼第二县         |                      | 西尔维亚·卡帕内马 阿泽丁·塔伊比 | 44.09%               |                      | 西尔维亚·卡帕内马 阿泽丁·塔伊比 | 61.15%               | [ 26 ]               |
| 2021年法国省级选举   | 塞纳-圣但尼省         | 市镇                 |                      | 西尔维亚·卡帕内马 阿泽丁·塔伊比 | 100%                 |                      | 西尔维亚·卡帕内马 阿泽丁·塔伊比 | 100%                 | [ 26 ]               |
| 2021年法国大区选举   | 法蘭西島大區          | 市镇                 |                      | 克莱门蒂娜·奥坦                 | 30.58%               |                      | 朱利安·巴尤                     | 44.51%               | [ 27 ]               |
| 2022年法国总统选举   | 法國                  | 市镇                 |                      | 让-吕克·梅朗雄                  | 60.2%                |                      | 埃马纽埃尔·马克龙               | 71.51%               | [ 23 ]               |
| 2022年法国立法选举   | 塞纳-圣但尼省第四选区 | 市镇                 |                      | 阿泽丁·塔伊比                   | 41.86%               |                      | 苏穆雅·布鲁阿哈                 | 100%                 | [ 23 ]               |

## 人口
2019年，斯坦市镇人口数量为38,285，在法国排名第199位。其中男性19,069人，女性19,216人，75岁及以上人口占3.8%，外籍人口数量为11,327人，人口密度为7,103人/平方公里，当地居民被称为（男性）或（女性）。2020年，斯坦境内出生710人，死亡人口291人。
| 斯坦1901年－2019年人口变化情况 |
|                                |
| 数据来源：Cassini、INSEE       |

## 经济
斯坦是巴黎北郊的一个卫星城。截止2022年10月，斯坦市镇范围内共有各类用人单位（包含自雇）5,209家，平均历史为9年，其中99.34%为中小型企业（PME），2022年8月至10月间，当地的经济活力指数为0.69%。（特种商品销售）、（消毒灭虫）及（计算机配件销售）是当地2021年营业额最高的三个企业，分别为46,211,299欧元、44,955,757欧元和42,258,095欧元。

## 财政与居民收入
2020年，斯坦的财政收入总额为63,895,000欧元，财政支出总额为58,709,900欧元，当年的债务总额为55,744,600欧元。2021年，斯坦市镇共获得20,982,798欧元的国家财政补助，比上一年增加了2.77%。
2020年，斯坦的人均月收入总额为1,861欧元，其中高级职员为3,077欧元，低于法国平均水平（4,230欧元）；中级职员为2,230欧元，低于法国平均水平（2,411欧元）；普通职员为1,655欧元，亦低于法国平均水平（1,740欧元）。
2019年，斯坦境内的青壮年（15至64岁）失业率为21.9%，当地29.4%的家庭拥有纳税资格，平均纳税1,692欧元，低于法国平均水平（3,910欧元）。

## 社会事务

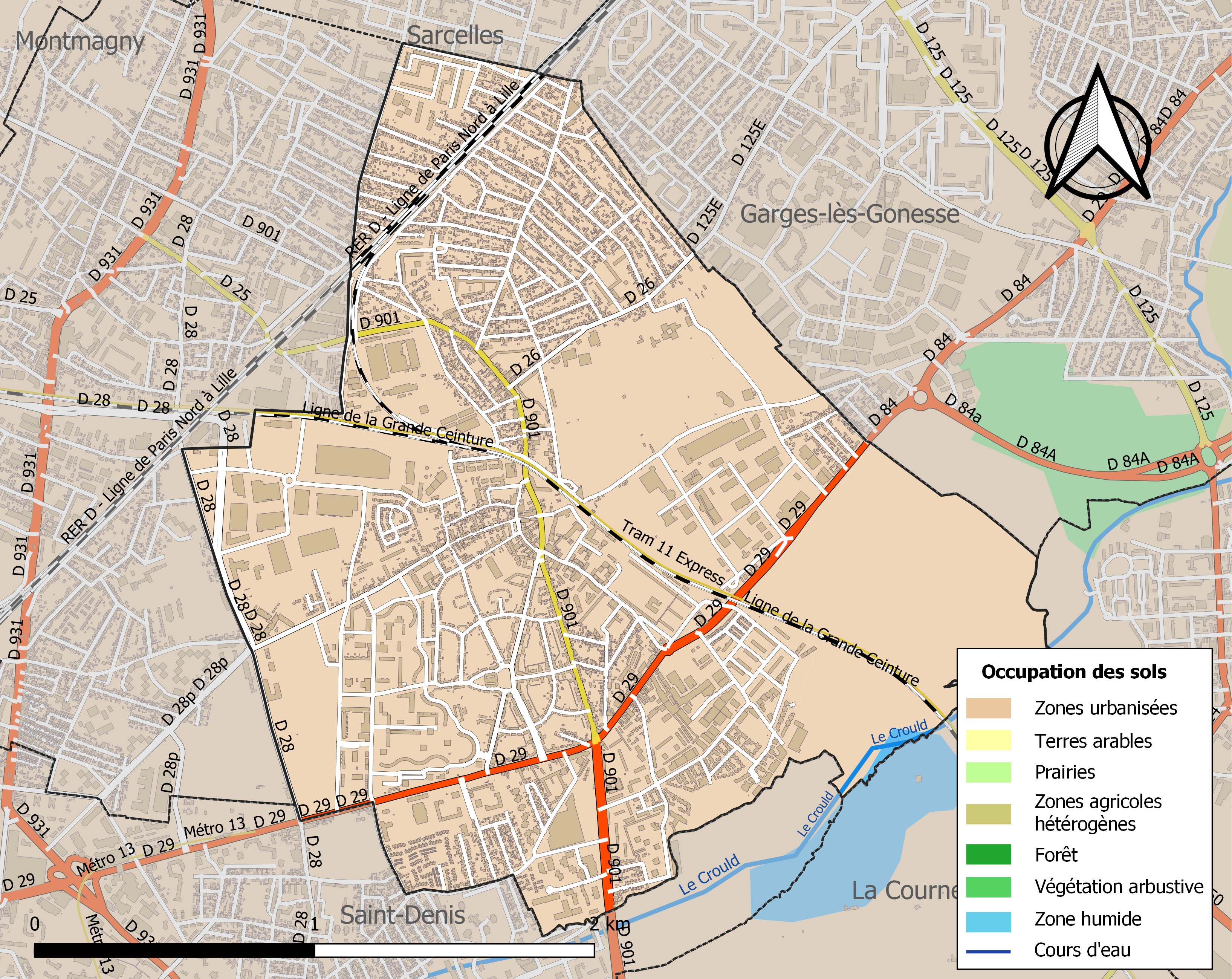
斯坦土地利用情况地图

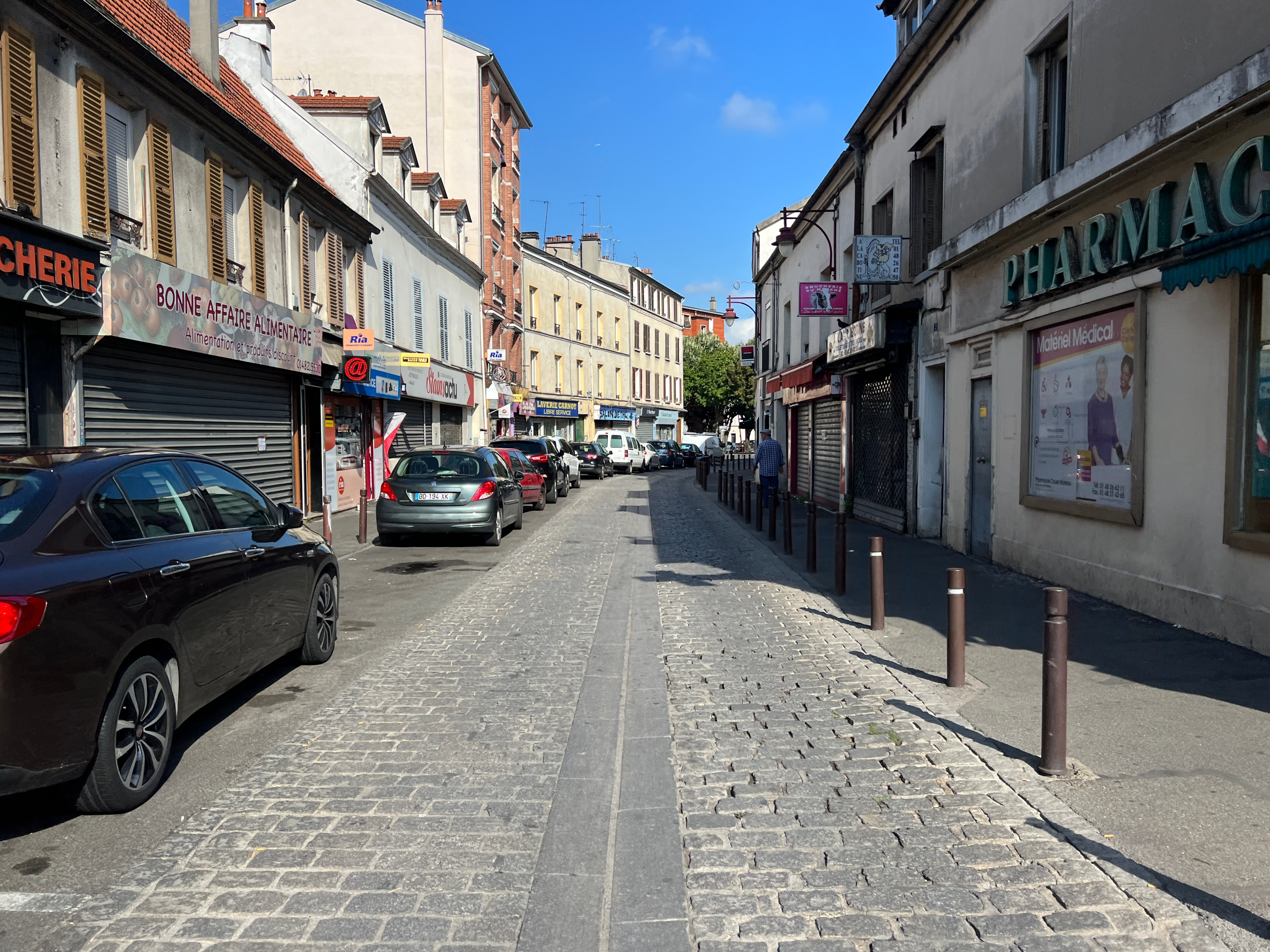
斯坦镇中心的卡尔诺街

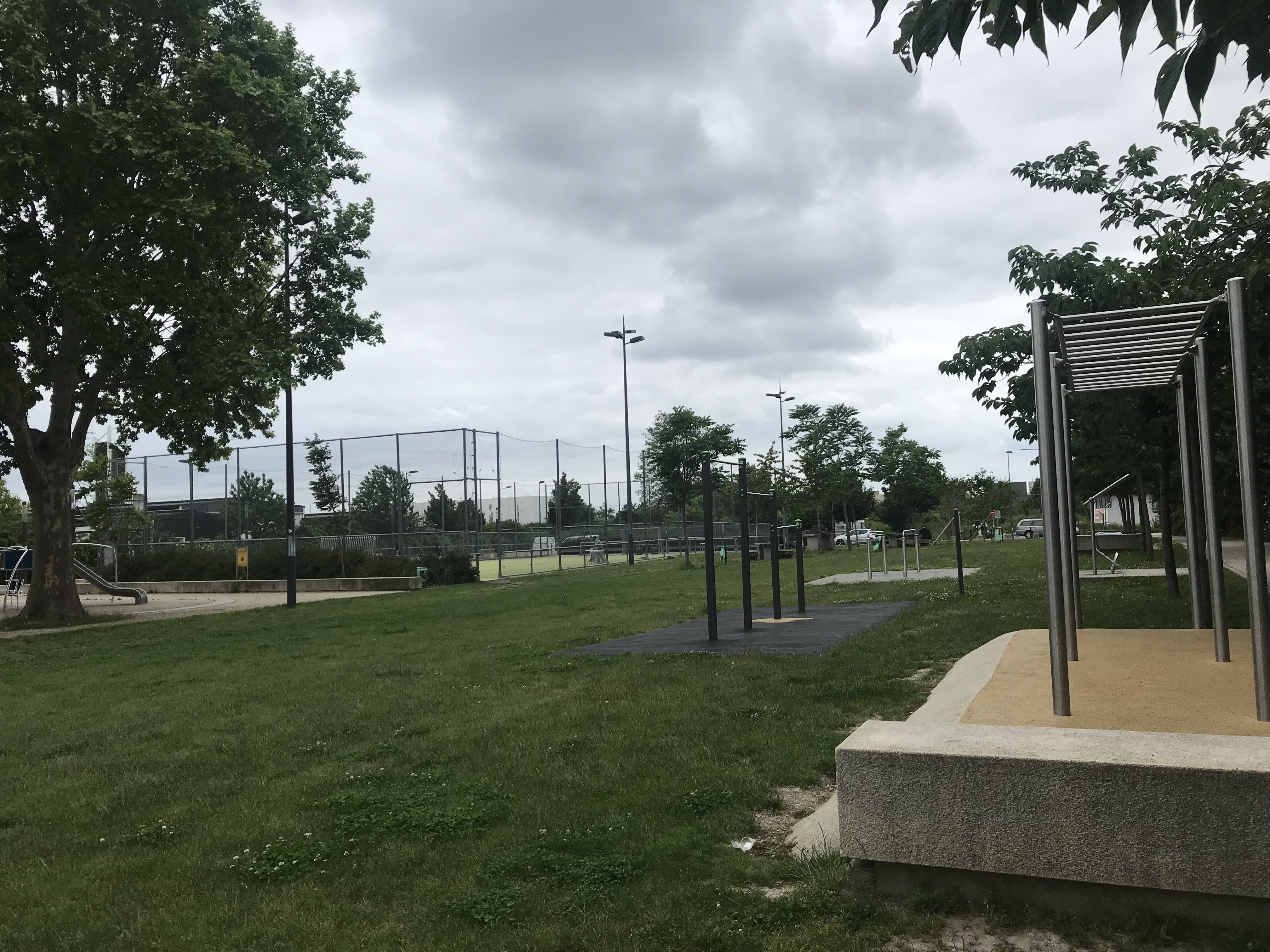
斯坦的街区体育设施

### 教育
斯坦属于克雷泰伊学区。截止2021年1月1日，斯坦境内共有11所幼儿园、14所小学、4所初级中学和2所普通高中。2018至2019学年度，斯坦境内共有在校中等教育阶段学生3,702名。

### 医疗
截止2021年1月1日，斯坦境内共有全科医生29名、保健师31名、牙医6名、护士30名、耳科医生1名、助产士4名、儿科医生6名和妇科医生7名。境内共有药房10家、养老院1家、残疾人帮扶中心6家。
距离斯坦最近的区域性医疗机构为圣但尼中心医院，其主病区德拉枫丹医院（Hôpital de la Fontaine）位于圣但尼市区东部，距离斯坦市区的正常车程，设有床位500个。
科莱特·库隆市立康复中心（Centre Municipal de Santé Colette Coulon）建成于1965年，是斯坦境内主要的综合性医疗机构。

### 住房
2019年，斯坦境内共有各类住房14,611套，其中25.7%为独立式居民区，71.9%为集中式居民区。常住房屋占斯坦市镇范围内居民建筑总量的91.9%。
在住房保障政策方面，2021年，斯坦境内共有5,917户家庭获得了住房经济补助，受益人数占总人口数量的15.5%，其中5,609份为房租补助。

### 商业
2021年，斯坦境内共有各类实体商铺708家，其中餐厅120家、大型超市5家、杂货店31家、面包房27家、肉铺13家、书店3家、装饰品店2家、银行门店4家、美容美发店31家、汽车维修店31家。斯坦市区南部建有大型开放式商业街区。

### 体育
2021年，斯坦境内共有1家游泳池、3间体育馆、1座综合体育场、4处网球场、2处足球或橄榄球场以及4处篮球或排球场。莱奥·拉格朗日健身房（Gymnase Léo Lagrange）和德洛讷平原（Plaine Delaune）是斯坦境内两处主要的体育设施。此外，斯坦的主要街区均设有露天体育设施，对公众开放。
截至2022年10月，斯坦希望体育俱乐部（Espérance Sportive de Stains，编号541449）是斯坦境内唯一的一家注册足球俱乐部，其主队2022至2023赛季参加法兰西岛大区足球联赛丙组（法国第八级别），其主场为巴勃罗·聂鲁达球场（Stade Pablo Neruda）。

### 环境
斯坦的环境事务由其所属的平原土地市镇公共土地管理局联合各级政府协调负责。2021年，斯坦境内共有1家污染企业。

### 治安
斯坦警区（zone police de Stains）的管辖范围包括两个市镇。2020年，该警区累计记录各类案件4,640起，其中盗窃类案件2,287起，经济类案件357起，毒品交易类案件374起。

## 文化
2021年，斯坦境内共有2家剧场和1家电影院。平原土地市镇公共土地管理局在斯坦境内建有Louis-Aragon、Louis Antoine Léon de Saint-Just、La Maison du Temps Libre三处多媒体中心。

### 建筑
斯坦境内有多处历史建筑，其中斯坦城堡、斯坦圣母升天教堂等为法国国家文物保护单位。

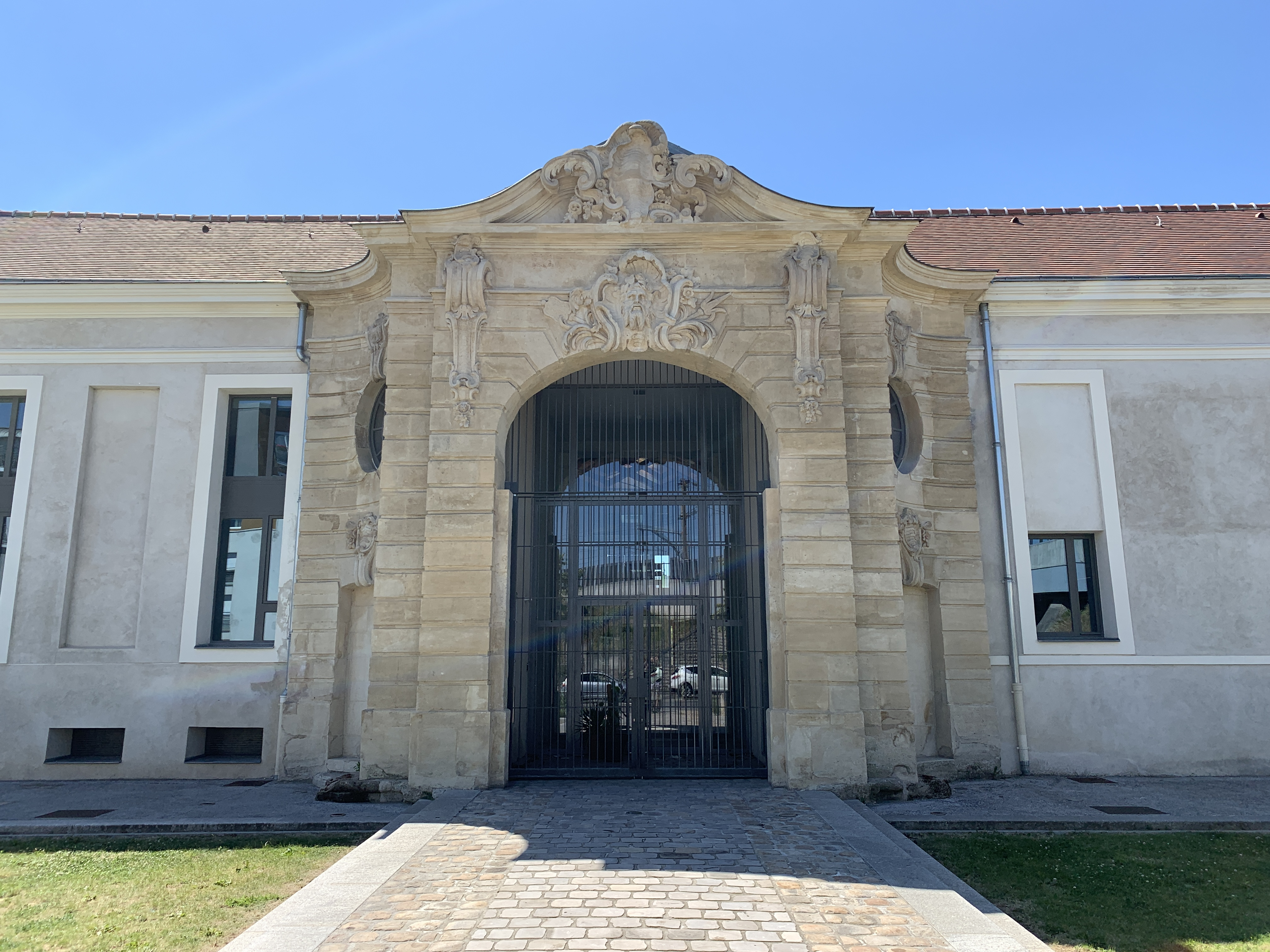
斯坦城堡（法语：Château de Stains）
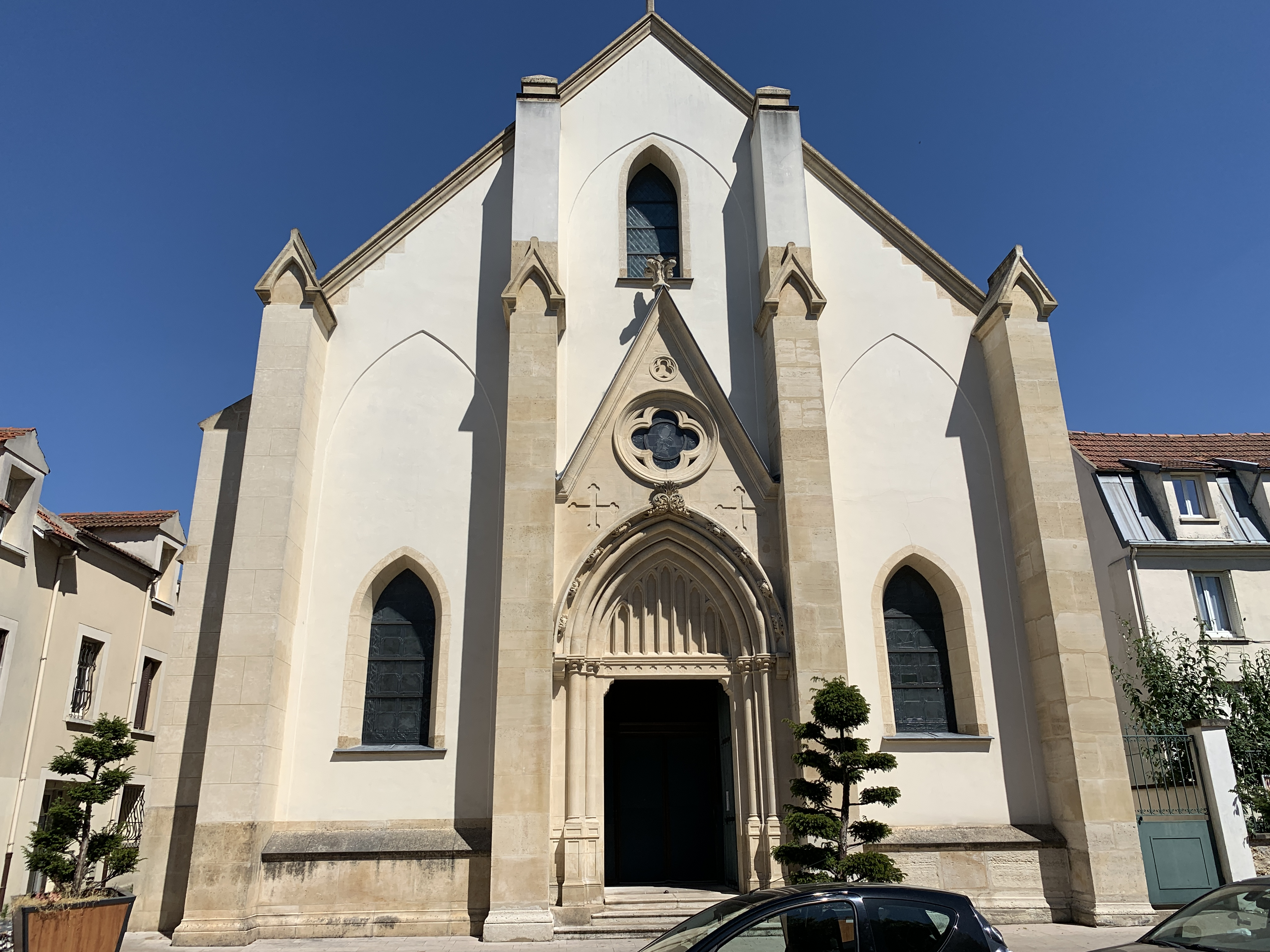
圣母升天教堂（法语：Église Notre-Dame-de-l'Assomption de Stains）
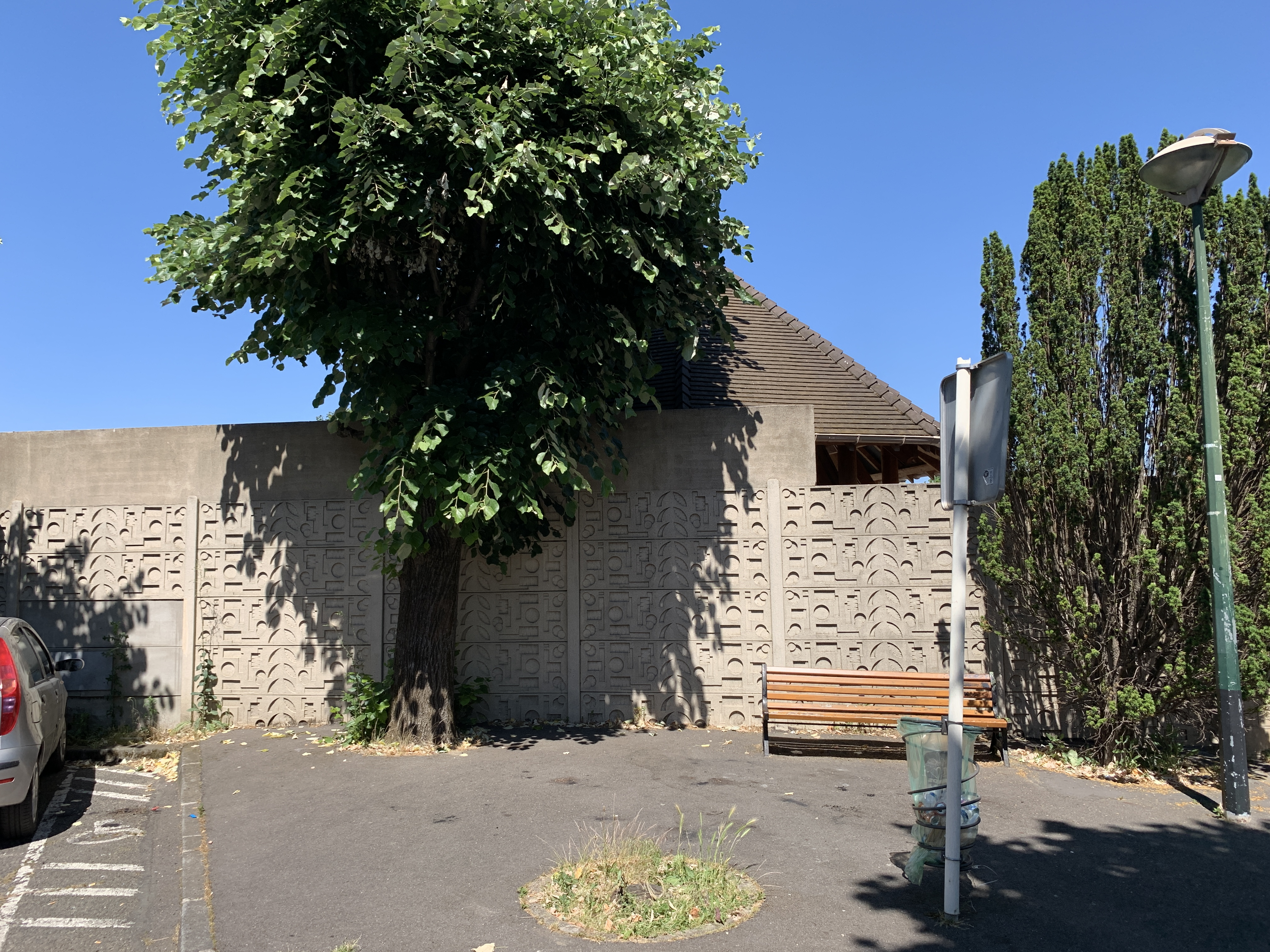
斯坦公墓
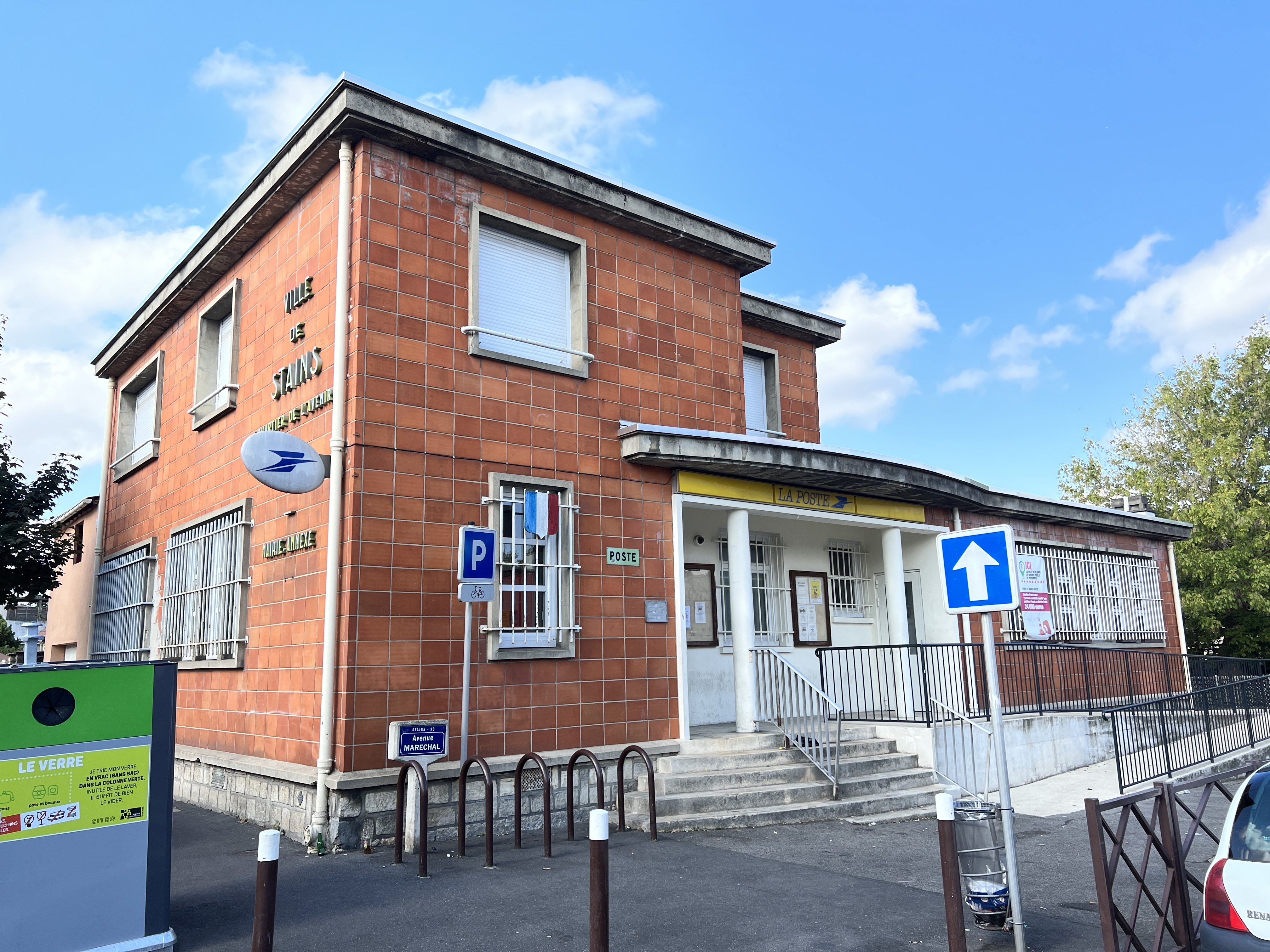
邮局
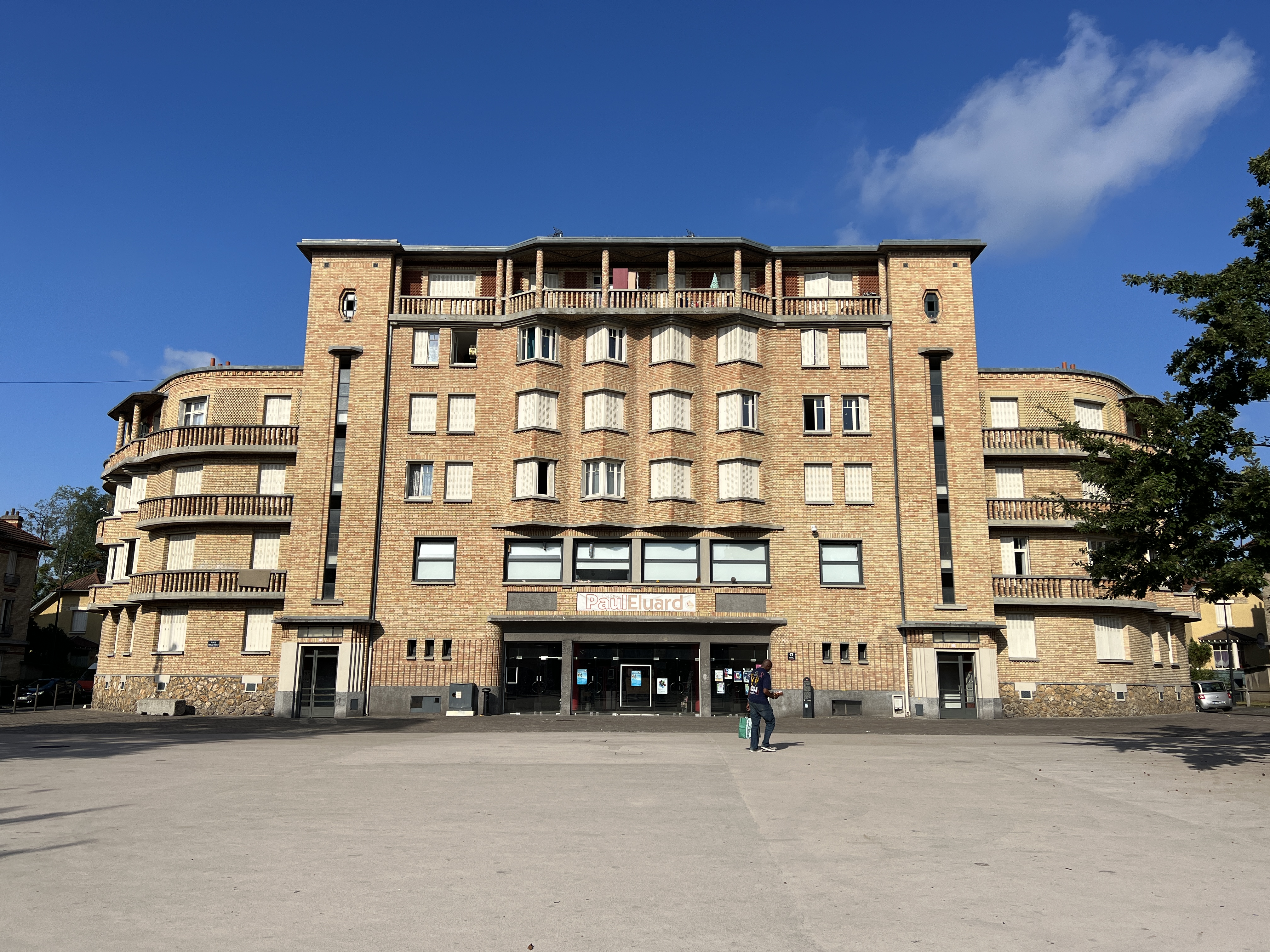
花园城公寓
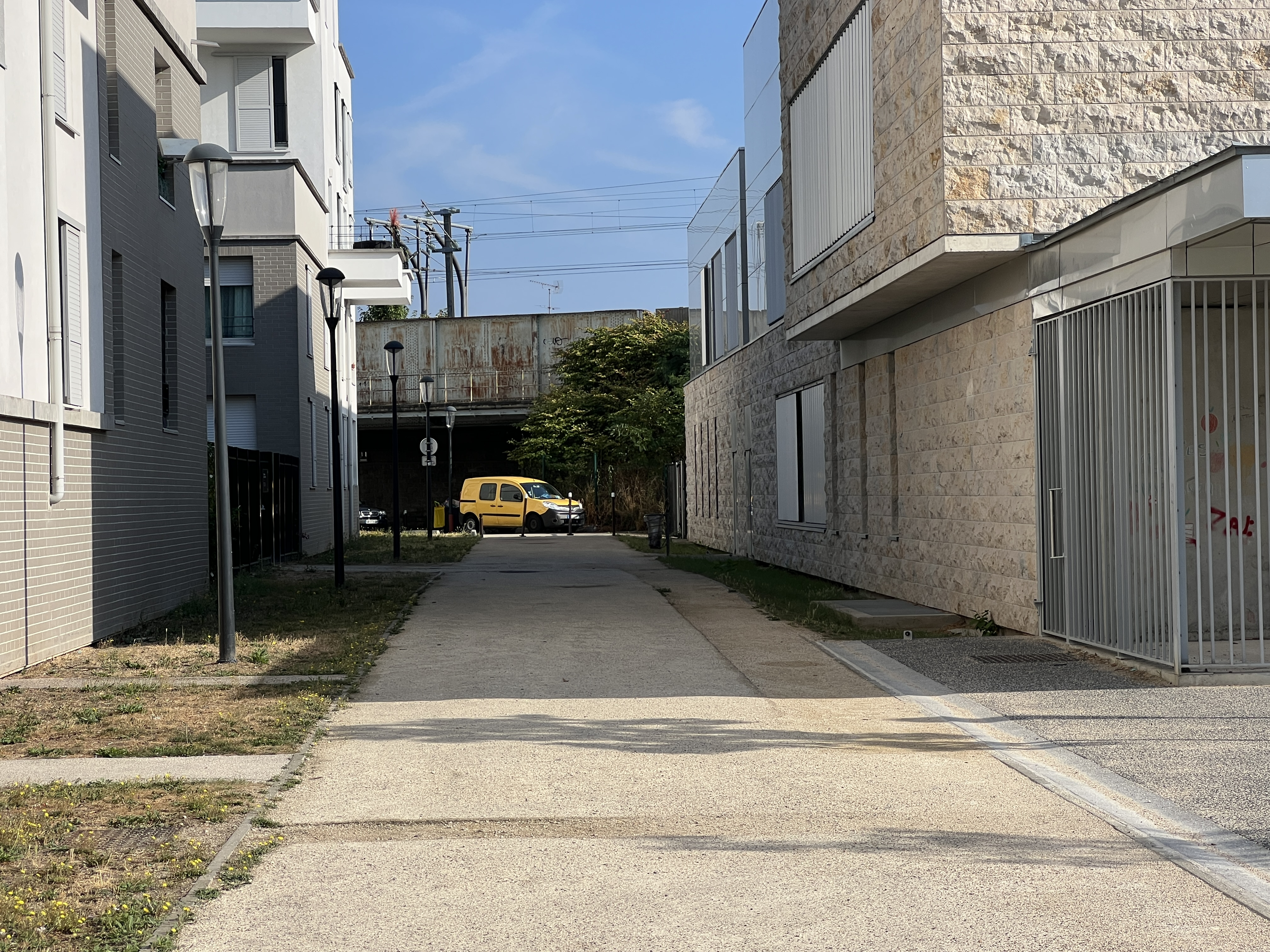
公寓楼间的巷道
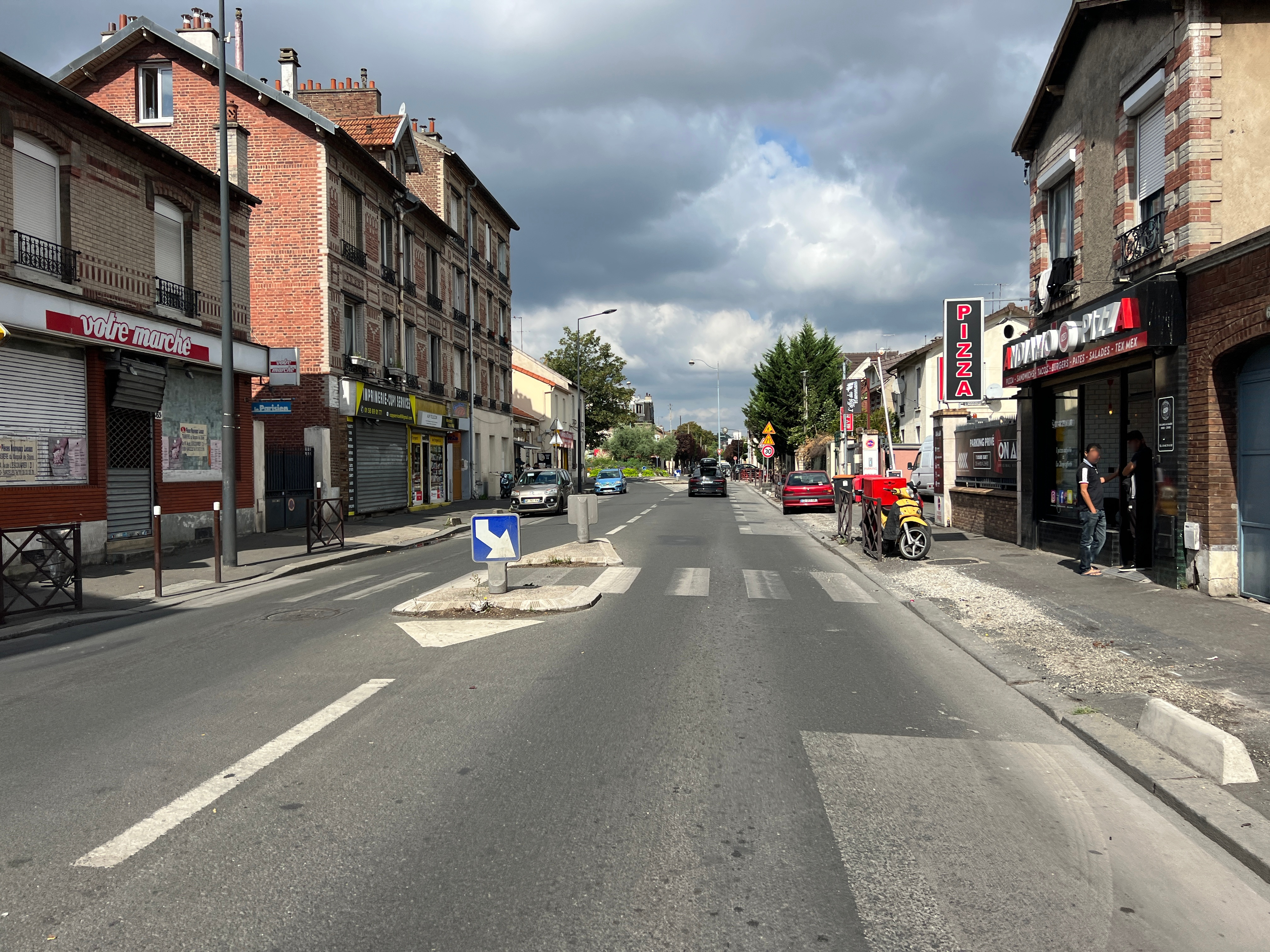
白里安街两侧的传统建筑

### 旅游
斯坦的旅游事务由其所属的大巴黎都会区及塞纳-圣但尼省负责。2022年，斯坦境内暂无任何游客接待设施。

### 媒体
法国主要的媒体均可在斯坦接收，法国电视三台下属的法兰西岛大区频道在部分时段播出斯坦所属的塞纳-圣但尼省的地方新闻。《巴黎人报》、蓝色法兰西巴黎广播、BFM电视台法兰西岛频道等是当地主要的地方性媒体。

## 相关人物
法国足球运动员穆罕默德-阿里·肖和莱尼·瓦利埃出生于斯坦。
法国说唱歌手Sofiane曾长期在斯坦生活。其2017年初的单曲《无人在乎》（Tout le monde s'en fout）即以斯坦境内的圣拉扎尔围街区作为背景，讲述这一地区小阿们的生活艰辛。

## 友好城市
截至2022年10月，斯坦共与六座城市互为友好城市关系：
- 摩洛哥 Figuig
- 巴勒斯坦
- 英格兰 切森特
- 德国 萨尔费尔德
- 義大利 卢科代马尔西
- 喀麦隆 Mengueme